# Schneider Electric
A Schneider Electric francia multinacionális cég. Tagja a Fortune Global 500 listának, és világelső az áramgazdálkodási termékek, az automatizálás és az ezekhez a szakmákhoz igazított megoldások gyártásában. Székhelye a Hauts-de-Seine-i Rueil-Malmaison-ban található. Európai főhadiszállása Rueil-ben van, amerikai székhelye Bostonban található, illetve Hong Kongban is épül egy főhadiszállás.
A Schneider Electric SE szerepel a CAC 40 tőzsdeindexben és az Intercontinental Exchange (korábban NYSE Euronext) tőzsdén is.